# Mi Reflejo
Mi Reflejo is het eerste Spaanstalige muziekalbum van Christina Aguilera. Het album werd uitgebracht op 12 september 2000.  
Het album bevat vooral vertalingen van haar debuutalbum 'Christina Aguilera'. Het album werd meer dan 5 miljoen keer wereldwijd verkocht en is daarmee een groot succes. Met het album heeft ze ook een Latin Grammy gewonnen en Best female pop Vocal album 2001. 

## Nummers
| Nr.           | Titel                                          | Schrijver(s)                                         | Lenge |
| ------------- | ---------------------------------------------- | ---------------------------------------------------- | ----- |
| 1.            | "Genio Atrapado"                               | David Frank, Pamela Sheyne, Rudy Perez, Steve Kipner | 3:38  |
| 2.            | "Falsas Esperanzas"                            | Jorge Luis Piloto                                    | 2:57  |
| 3.            | "El Beso Del Final"                            | Franne Golde, Rudy Perez, Tom Snow                   | 4:42  |
| 4.            | "Pero Me Acuerdo de Ti"                        | Rudy Perez                                           | 4:26  |
| 5.            | "Ven Conmigo (Solamente Tú)"                   | Johan Aberg, Paul Rein, Rudy Pérez                   | 3:11  |
| 6.            | "Si No Te Hubiera Conocido" (feat. Luis Fonsi) | Rudy Perez                                           | 4:50  |
| 7.            | "Contigo En La Distancia"                      | César Portillo DeLaLuz                               | 3:44  |
| 8.            | "Cuando No Es Contigo"                         | Manuel Lopez, Rudy Perez                             | 4:10  |
| 9.            | "Por Siempre Tú"                               | Diane Warren, Rudy Perez                             | 4:05  |
| 10.           | "Una Mujer"                                    | Guy Roche, Shelly Peiken, Rudy Perez                 | 3:14  |
| 11.           | "Mi Reflejo"                                   | David Zippel, Matthew Wilder, Rudy Perez             | 3:38  |
| Totale lengte | Totale lengte                                  | Totale lengte                                        | 42:32 |

## Ontvangst
Het album kwam binnen op nummer 27 in the Billboard 200 met 600.000 verkochte exemplaren. Het album topte in 'Top Latin Album' op nummer 1. 

## Singles

### "Pero Me Acuerdo de Ti"
Het is een remake van de single Lourdes Robles uit 1991. 
In de videoclip is Christina gekleed in een paarse jurk. Ze wordt opgemaakt en zit voor een camera. Het is een eenvoudige video. Christina staat bekend om haar eenvoudige video's zoals I Turn to You, The Voice Within en You Lost Me. 

### Falsas Esperanzas
Dit was een promotiesingle. Het nummer haalde de hitlijsten niet. Het is een eerde up-tempo lied. Het nummer werd uitgebracht in 2001. 

### Si No Te Hubiera Conocido
Si No Te Hubiera Conocido werd in 2000 uitgebracht en is een samenwerking met  Luis Fonsi. Het lied is vooral bekend van de Engelse versie If I Had Known.

##### Hitnoteringen
| Hitlijst (2001)                       | Hoogste positie |
| ------------------------------------- | --------------- |
| U.S. Billboard Hot Latin Tracks       | 36              |
| U.S. Billboard Latin Pop Airplay      | 2               |
| U.S. Billboard Latin Tropical Airplay | 1               |